# Moctezuma kommun, San Luis Potosí
Moctezuma är en kommun i Mexiko.   Den ligger i delstaten San Luis Potosí, i den centrala delen av landet, 400 km nordväst om huvudstaden Mexico City.
Följande samhällen finns i Moctezuma:
- El Rebalín
- El Cúcamo
- Barrancas
- Ejido Juárez
- Ex-Hacienda de Enramada
- El Retiro
- Morterillos
- Las Matancillas
- Malpaso
- Estación Moctezuma
- San Francisco de la Dicha
- Francisco Villa
- La Aduana
- Pozo del Carmen
- El Carpintero
- San Antonio del Rul
- Juache
- Pozos de Matanza
- Las Alteñas
- La Soledad